# Leptherpum huebneri
Leptherpum huebneri är en mångfotingart som först beskrevs av Carl Graf Attems 1901.  Leptherpum huebneri ingår i släktet Leptherpum och familjen Chelodesmidae. Inga underarter finns listade i Catalogue of Life.